# Windows Me
Windows Millennium Edition (Windows Me; также используется аббревиатура Windows ME) — смешанная 16/32-разрядная операционная система, выпущенная корпорацией Microsoft 14 сентября 2000 года. Была названа так в честь нового III тысячелетия (лат. millennium — тысячелетие). Она пришла на смену Windows 98 и была запущена в производство 19 июня 2000 года, а затем поступила в розничную продажу 14 сентября 2000 года. Она была основной операционной системой Microsoft для домашних пользователей до появления её преемника Windows XP 25 октября 2001 года.
Является частью линейки операционных систем Windows 9x. От своих предшественниц — Windows 95, Windows 98 — отличается относительно небольшими обновлениями, такими как новый MS-DOS 8.0, Internet Explorer 5.5 и Windows Media Player 7.0. Появилась также Киностудия Windows с базовыми функциями редактирования цифрового видео. Изменился интерфейс системы — в него были добавлены возможности, впервые появившиеся в Windows 2000.
Одно из наиболее заметных изменений в Windows Me — в стандартной конфигурации системы заблокирован реальный режим MS-DOS, что значительно уменьшило время загрузки системы (за счёт пропуска обращения к MS-DOS), но сделало невозможным использование программ, требующих этот режим. Однако с помощью специальных утилит эту функцию можно разблокировать. Возможность вызова командного интерпретатора также заблокирована. Для загрузки Windows Me используется MS-DOS 8.0 с интегрированным в IO.SYS неотключаемым драйвером верхней памяти.
Первоначально Windows Me была положительно принята после своего выпуска, однако вскоре она приобрела более дурную репутацию среди многих пользователей из-за многочисленных проблем со стабильностью, аварийных завершений работы. В октябре 2001 года Windows XP была выпущена для публики, уже находившаяся в стадии разработки на момент выпуска Windows Me, и включавшая в себя большинство (но не все) функций Windows Me, при этом будучи гораздо более стабильной благодаря тому, что была основана на ядре Windows NT.
Основная поддержка Windows Me закончилась 31 декабря 2003 года, а расширенная — 11 июля 2006 года.

## Разработка
После выхода Windows 98 Microsoft не планировала дальше развивать линейку операционных систем Windows 9x, однако в мае 1999 года выпустила Windows 98 Second Edition, а затем анонсировала новую версию Windows 9x, которая позже была названа Millennium. Это редкий случай, когда версия Windows не сменила название со времён разработки.
На этапе разработки было доступно как минимум три бета-версии Windows Me. 24 сентября 1999 года корпорация Майкрософт объявила о выпуске Windows Millennium Beta 1. Windows Millennium Beta 2 была выпущена 24 ноября 1999 года с добавлением нескольких новых функций, таких как защита системных файлов и панель управления параметрами игры. Между бета-версиями 1 и 2 было выпущено несколько промежуточных сборок, а также добавлены такие функции, как автоматическое обновление и персонализированные меню. Beta 3 была выпущена 11 апреля 2000 года, и эта версия ознаменовала собой первое появление его окончательной версии звуков запуска и выключения (производных от Windows 2000), в то время как предыдущие бета-версии использовали звуки запуска и выключения, заимствованные из Windows 98. Окончательный вариант загрузочного экрана впервые был представлен в Pre-Beta 3 build 2470. Общая дата выпуска Windows Millennium Edition — 14 сентября 2000 года. 11 октября 2000 года в продаже появилась русскоязычная версия данной системы.
Корпорация Майкрософт прекратила основную поддержку Windows Millennium Edition 31 декабря 2003 года и расширенную поддержку 11 июля 2006 года. Расширенная поддержка Windows 98 и Windows 98 SE закончилась в тот же день.
Порядок выпуска отдельных сборок системы:
| Сборка | Дата выхода           | Описание                                                                                    | Название                             |
| ------ | --------------------- | ------------------------------------------------------------------------------------------- | ------------------------------------ |
| 2332   | июль 1999 года        | Самая ранняя версия Windows ME, взята основа Windows 98 SE с небольшими изменениями         | Windows Millennium Developer Release |
| 2380   | сентябрь 1999 года    | Первая бета-версия                                                                          | Windows Millennium Beta 1            |
| 2419   | ноябрь 1999 года      | Вторая бета-версия                                                                          | Windows Millennium Beta 2            |
| 2452   | январь 2000 года      | Одна из бета-версий Windows Millennium между Beta 2 и Beta 3                                | Windows Millennium Beta 2 Refresh    |
| 2499   | 5 апреля 2000 года    | Появились новые звуки запуска и выключения, как у Windows 2000, вместо звука от Windows 98. | Windows ME Beta 3                    |
| 3000   | 14 сентября 2000 года | Окончательная версия                                                                        | Windows ME                           |

В июле 2019 года Microsoft объявила, что серверы интернет-игр Microsoft на Windows Me прекратят работу 31 июля 2019 года.

## Новые возможности
В Windows ME впервые появилось много возможностей, характерных для «старших» версий линейки NT.
Основные нововведения:
- Конфигурация загрузки в реестре;
- Восстановление системы (System Restore);
- Защита системных файлов (Windows File Protection);
- Автоматическое обновление с веб-узла Windows Update (обновление с сервера WSUS не поддерживается);
- Распознаются съёмные устройства USB, Firewire и т. д. с возможностью их безопасного извлечения;
- Справочная система в новом стиле;
- Неиспользуемые пункты меню «Пуск» автоматически «прячутся»;
- Поддержка нового оборудования;
- Новые возможности по настройке сети:
  - Поддержка новых технологий подключения: ADSL и кабельные модемы;
  - Общий доступ к подключению к Интернету (Internet Connection Sharing).
- Поддержка устройств UPnP;
- Новые возможности мультимедиа:
  - Интернет-браузер Internet Explorer 5.5;
  - IM-клиент MSN Messenger, интегрированный с NetMeeting. Может передавать не только текст, но и звук с видео (видеоконференции);
  - Проигрыватель Windows Media 7.0;
  - Программа для создания и редактирования собственных фильмов — Киностудия Windows.
  - Интегрированы игры, которые ранее были доступны только в пакете «Microsoft Plus!»[15].
- Поддержка спящего режима компьютера (работала далеко не всегда, так как была очень требовательна к оборудованию);
- Новая возможность Панели управления — показывать только часто запускаемые компоненты;
- Усовершенствования внешнего вида Проводника — добавление новых функций Internet Explorer (дополнительные окна, журнал, более удобный поиск), добавлен предварительный просмотр файлов.

Windows Me загружалась быстрее, чем предыдущие версии — это достигалось за счёт того, что программа Microsoft ScanDisk была интегрирована в интерфейс системы. Общее время загрузки достигало 54 секунд против 86 секунд у Windows 98 SE.

## Системные требования
|                    | Минимальные                          | Рекомендуемые      |
| ------------------ | ------------------------------------ | ------------------ |
| Частота процессора | 300 МГц (150 МГц допустимый минимум) | 700 МГц или больше |
| ОЗУ                | 32 МБ                                | 128 МБ или больше  |
| Жёсткий диск       | 200 Мб                               | 500 Мб или больше  |
| Дисковод           | CD-ROM                               | CD-ROM или DVD-ROM |

## Критика
Windows Me получила крайне негативные отзывы. ОС сильно критиковалась пользователями из-за своей нестабильности и ненадёжности, резко завышенных системных требований, частых зависаний, синих экранов смерти и аварийных завершений работы. В одной из статей в журнале PC World аббревиатуру МЕ расшифровали как «Mistake Edition» (ошибочное издание). В мае 2006 года в списке «Худших продуктов всех времён» система заняла 4 место.
Функция восстановления системы иногда восстанавливала вирусы, которые были ранее удалены пользователем.
В функции восстановления системы также была ошибка определения времени, которая приводила к неправильному присвоению времени точкам восстановления, созданным после 8 сентября 2001 года. По этой причине функция восстановления системы не могла найти эти точки и восстановить систему. Позже Microsoft выпустила обновления для исправления этой ошибки.
Заблокированный реальный режим MS-DOS на момент выхода системы всё ещё оставался востребованным, это создало проблемы совместимости программ MS-DOS с Windows и дополнительные проблемы для разработчиков игр и приложений. Промежуточная версия Internet Explorer 5.5 также подверглась критике.